# Liberale Cozza
Liberale Cozza (Venezia, 20 luglio 1768 – Venezia, 26 maggio 1821) è stato un pittore italiano.

## Biografia
Si formò come autodidatta, ma fu estremamente laborioso e attento ad assimilare le nuove tendenze dei maestri della sua epoca in ogni soggetto pittorico che, di volta in volta, si trovava ad affrontare: vedute paesaggistiche, soggetti storici profani o mitologici, storie religiose e pale d'altare.

## Stile
La maggior parte del suo operato si concentra nell'area veneta e lombarda e costituisce un interessante capitolo dell'ultima produzione settecentesca locale.
Nelle sue tele sono rilevabili cromatismi caldi e ricchi nei toni, tipici della tradizione veneta cinquecentesca, nei confronti della quale dimostrò sempre un profondo rispetto.

## Opere
- San Filippo Neri invita i fanciulli a venerare la Madonna, 1811, olio su tela, Brescia, chiesa di San Giacomo.
- Sant'Urbano converte i pagani, 1798, olio su tela, Padova, Museo Diocesano.